# Dobler (Unternehmen)
Dobler ist ein Bauunternehmen mit Hauptsitz in Kaufbeuren, das im Hoch-, Tief-, Brücken- und Straßenbau sowie im Bereich Architektur tätig ist.

## Geschichte
Das Familienunternehmen wurde 1872 gegründet. Nach dem Zweiten Weltkrieg fing Josef Dobler, der Großvater des heutigen Firmeninhabers mit einem Pferdefuhrwerk an, die Firma wieder aufzubauen. In den 1950er Jahren wurde ein ehemaliger Flugzeughangar abgebaut und im Firmengelände als Lager- und Produktionshalle für Betonfertigteile wieder aufgebaut; auch hier waren noch Pferde im Einsatz. Eine der ersten Betonmischanlagen und ein Asphaltwerk wurden in den 1950er und 1960er Jahren Betrieb genommen, ebenso wie ein eigenes Planungsbüro.
1970 wurde das moderne Büro-Neubau bezogen. Ab den 1970er Jahren wurden die Kompetenzen in Richtung Dienstleistung um das Bauen ausgeweitet.
2014 wurde Peter Dobler die Staatsmedaille für besondere Verdienste um die bayerische Wirtschaft verliehen.
Heute hat Dobler neun Niederlassungen in Kaufbeuren, Augsburg, Kempten, Kißlegg, München Ost, München West, Penzberg, Sonthofen und Lindenberg.